# Cirurgia pediátrica
Cirurgia Pediátrica é a especialidade médica, ramo da cirurgia, que se ocupa do tratamento cirúrgico de doenças que acometem indivíduos desde o período da vida fetal até o início da idade adulta.
No Brasil, sua formação inicia-se com um período de dois anos de treinamento em Cirurgia Geral, durante os quais o médico residente recebe treinamento em Anestesiologia, Terapia Intensiva, em diversas especialidades cirúrgicas e em urgências cirúrgicas. Após esses dois anos, se aprovado, pode candidatar-se a um programa de residência médica em Cirurgia Pediátrica, composto de três anos de treinamento na especialidade propriamente dita.
Em Portugal, o internato consiste em 72 meses distribuídos do seguinte modo: 12 de Cirurgia Geral, 42 de Cirurgia Pediátrica, 3 de Pediatria Médica, 3 de Ortopedia, 3 de Cirurgia Plástica, 3 de Neurocirurgia, 2 de Cirurgia Cardíaca e Cirurgia do Tórax, 2 de Obstetrícia e 2 de Neonatologia. A avaliação (teórica, prática e curricular) é feita no final de cada ano e do internato. Finalizado este período de formação, o médico adquire o grau de especialista.
O treinamento específico no tratamento de crianças é único entre todas as especialidades cirúrgicas além de particularmente exigente e intenso pelas características dos programas de residência médica na especialidade.
Seu espaço de atuação inclui as afecções urológicas, a cirurgia oncológica, cirurgia da cabeça e do pescoço, do tórax, cirurgia gastroenterológica, o transplante de órgãos e a cirurgia bariátrica em adolescentes.
Entre as tecnologias disponíveis, incluem-se as técnicas cirúrgicas convencionais, a cirurgia torácica videoassistida, a cirurgia videolaparoscópica e a endoscopia.

## Sub-especialidades
A cirugia pediátrica tem algumas sub-especialidades bem específicas que são:
- Cirurgia neonatal: concentra-se no tratamento cirúrgico de prematuros e neonatos
- Cirurgia fetal  concentra-se no tratamento cirúrgico de fetos dentro do útero grávido.

## Alguns estados tratáveis pelos especialistas em Cirurgia Pediátrica
- atresia da vagina
- atresia das vias biliares
- atresia do duodeno
- atresia do esôfago
- câncer pediátrico
  - Neuroblastoma
  - Nefroblastoma
  - tumores do mediastino
  - Sarcomas
  - entre outros tumores sólidos
- Cistos coledocianos
- Criptorquia (criptorquidia, testículo retido, testículo ectópico)]
- divertículo da uretra
- Divertículo de Meckel e outras anomalias do conduto onfalomesentérico]
- duplicidades do tubo digestivo
  - duplicidades do esôfago
  - duplicidades do estômago
  - duplicidades do intestino delgado]
  - duplicidades do intestino grosso
- Epispádia
- estados intersexuais
- Extrofia da bexiga
- extrofia da cloaca
- Fimose
- Gastrosquise
- Hemangioma
- Hérnia inguinal
- hérnia umbilical
- hérnias congênitas do diafragma
- Hipospádia
- litíase biliar
- malformações anorretais
- malformações das mamas
- malformações do úraco
- megacólon congênito, doença de Hirshprung
- Onfalocele
- pectus carinatum
- pectus excavatum
- refluxo gastroesofágico
- urgências e emergências
  - Apendicite
  - complicações das hérnias
  - Empiema pleural
  - flebotomia (dissecção venosa)
  - pneumotórax
  - torção do testículo
  - trauma
- certas situações nas doenças hematológicas
- obesidade mórbida na adolescência